# Marieke de Kleine
Marieke de Kleine (Enschede, 4 oktober 1980) is een Nederlands actrice.

## Levensloop
De Kleine studeerde in 2004 af aan de Toneelacademie Maastricht en speelde nadien bij het NNT en het Onafhankelijk Toneel. Ze is medeoprichter van Norfolk. 
In de Talpa-telenovela Lotte uit 2006 vertolkte ze een gastrol van Layla. In Vuurzee speelde ze Carla. Zowel in de eerste als in de tweede serie van de televisieserie Juliana vertolkte ze de titel- en hoofdrol.
In de films Mees Kees (2012), Mees Kees op kamp (2013) en Mees Kees op de planken (2014) speelde ze de rol van de moeder van Sep.
Zij speelde ook in het toneelstuk Met mijn vader in bed (wegens omstandigheden).